# 조르주 당부아즈

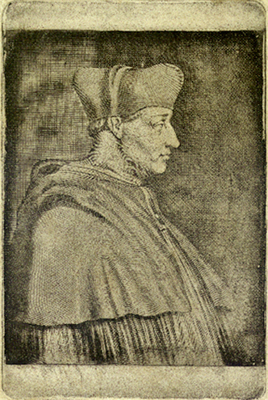
이자크 브리오의 판화를 조제프 니세포르 니에프스가 헬리오그래피로 촬영한 조르주 당부아즈.

조르주 당부아즈(Georges d'Amboise, 1460년 – 1510년 5월 25일)는 프랑스의 로마 가톨릭 추기경이자 수상이다. 그는 꽤나 영향력을 지닌 귀족 가문인 앙부아즈 가 출신으로, 9명의 형제를 두었으며; 이중 4명은 주교였다. 그의 아버지 쇼몽의 영주 피에르 당부아즈는 샤를 7세와 루이 11세의 시종이자 로마의 프랑스 대사이기도 했다. 조르주의 형인 샤를은 일드프랑스, 샹파뉴, 부르고뉴의 관리자이자, 루이 11세의 자문관이였다.

## 생애

### 어린 시절
조르주 당부아즈는 쇼몽쉬르루아르에 있는 가문의 성에서 태어났다.
그가 14세일 때 그의 아버지는 그를 위해 몽토방 주교구 자리를 구해줬고, 루이 11세는 그를 그의 알모너 중 한 명으로 임명했다. 그는 오를레앙 공작 루이의 세력에 참여했다가, 이로 인해 그가 코르베유에서 수감되게 하였고, 이에 대한 왕실의 선처에 대한 보상으로 그는 나르본 대주교구직으로 올라갔으나(1482년 6월 18일), 이에 대한 승인을 교황이 거절하며 일정 시간 후에 그는 루앙의 자리로 바뀌었다(1493). 노르망디 관리자로 오를레앙 공작이 임명되면서, 당부아즈는 부관이 되었다.
1498년 오를레앙 공작이 왕위에 올랐고, 당부아즈는 추기경(1498년 9월 17일)과 수상이라는 갑작스럽게 높은 지위로 상승했다. 1498년 12월, 그는 나라의 문제를 이유로 삼아서 왕과 잔 드 발루아 사이의 혼인을 무효화시키고; 1499년 1월에 전임 왕의 미망인인 안 드 브르타뉴와의 재혼을 시켜냈다.

### 이탈리아 전쟁
그의 대외 정책은 밀라노 지역 정복을 위해 이탈리아내 프랑스의 힘을 키우는데 목표를 두며, 에티엔 드 베스의 정책 계승자로 볼 수 있었다. 1499년 2월 9일, 그는 교황 알렉산데르 6세가 관여한 베네치아와의 조약을 채결하였다. 그는 루이 12세와 함께 1499년 10월 6일 밀라노에 입성했고; 그는 프랑스가 점유한 지역들을 정리하는 임무에 맡겨졌으며, 일을 마친 후 11월에 프랑스로 돌아왔다. 앙부아즈 추기경이 부관으로 임명한 루도비코 스포르차가 일으킨 1500년 3월의 반란으로; 그는 밀라노 공국을 재점령했고 루도비코 스포르차를 수감자로 프랑스에 보냈다. 그는 6월 23일 리옹에서 개선식과 함께 입성했고 루이 12세에게 로멜로 백작 작위를 수여받았다. 나폴리 정복에 착수하기 위해 그는 1501년 시작 무렵에 이탈리아로 돌아왔고; 그는 1501년 10월 대사로서 트렌트에 파견을 갔다.

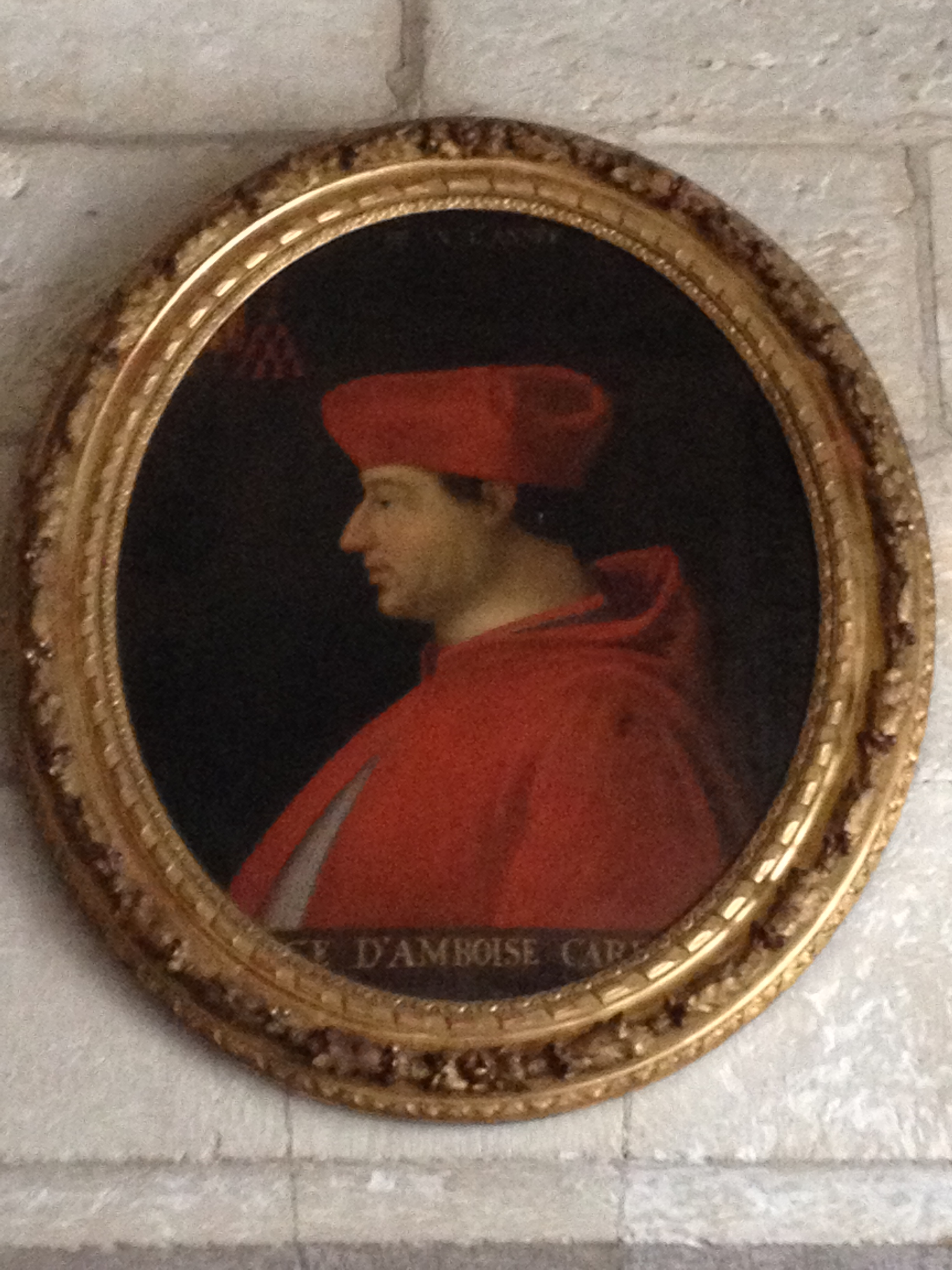
당부아즈 추기경.

프랑스에서 그가 행한 행정 업무들은 많은 존경을 받고, 유용했다. 경제와 법 관련으로 왕을 섬기는 기회가 있었던 그는 세금 감면, 병사들 사이에 질서 유지를 할 수 있었고, 무엇 보다도 1499년에 법령으로 사법부를 강화시켜냈다. 그는 또한 교회 개혁에도 열성적이였으며, 특히 수도원 개혁에 그랬는데; 이는 그가 다원주의자가 되어가 그가 가진 많은 기회들을 그에게 사용하지 않았다는 것은 그의 신용을 형성하는데 큰 도움을 줬다.
그는 많은 수입을 자선 사업에 사용했으며, 1504년에 발생한 질병과 기근을 극복하는데 많은 노력을 하였다.

### 버터 탑 건축
루앙 대성당의 버터 탑은 15세기 초에 세워졌다. 당부아즈는 사순절 기간 램프에 기름 대신 버터를 태우게 하였는데, 이러한 행동으로 각 교구으로부터 6 드니르 투르누아(Six deniers Tournois) 기금을 모았다.

### 교황에 대한 열망
교황 알렉산데르 6세의 사망으로, 그는 1503년 9월 콘클라베에서 교황이 되기를 바랬다. 그는 로마의 성문 앞에 프랑스군을 두었는데, 이는 콘클라베에 두려움을 주고 그들이 그를 뽑게 하기 위함이였지만; 그는 그의 영향력을 확신하여 군대를 해산시켰지고, 이탈리아인이 교황 비오 3세로서 선출됐고(1503년), 한달만에 또 치러진 콘클라베에서도 이탈리아 출신 교황 율리오 2세가 선출됐다(1503–13).
당부아즈 추기경은 프랑스내 종신 교황 특사라는 직위와 브나스크 백작령을 보상을 받았다.

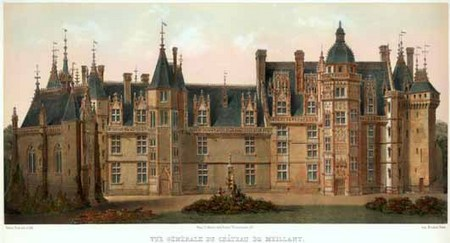
부르주 인근 멜량(Meillant) 성.

### 캉브레 동맹
그는 처참했던 블루아 조약 (1504년)과 베네치아에 대항한 1508년의 캉브레 동맹에서 교섭자 중 한 명이였다. 1509년에 그는 루이 12세와 함께 이탈리아에 동반했고, 돌아오는 도중에 그는 리옹에서 복부에 심각한 통풍을 앓았다. 그는 1510년 5월 25일 그곳에서 사망하고 만다. 그의 시신은 루앙 대성당으로 옮겨졌고; 성당내에 그를 기리는 무릎을 꿇고 기도하는 자세로 있는 그의 조각상이 있는 화려한 무덤이 세워졌다. 그는 생애 동안 문학과 예술의 계몽된 후원자였으며, 루앙 인근 가이용 성 건축 명령을 내리기도 했다.
앙부아즈 도시내에는 조르주 당부아즈의 유명세에 중요한 곳들을 많이 보유하고 있으며, 하지만 그들의 가문 이름에서 유래한 성은 몰수당했다.
그의 조카들인 루이 당부아즈, 조르주 2세 당부아즈, 프랑수아 기욤 드 카스텔노클레르몽뤼데브 역시도 추기경이 되었다.

## 대중 문화에서
그의 행정가로서의 능력은 "Let George do it"(조르주처럼 하라)라는 유명 문구에서 "George"(조르주)라는 그의 이름에서 온 것으로 보인다.

## 참고 자료
- Doucet, R. (1957). 〈France under Charles VIII and Louis XII〉.   G. R. Potter. 《The New Cambridge Modern History: I. The Renaissance 1493–1520》. Cambridge: Cambridge University Press. 293–4, 302–3, 307쪽.

Attribution
- 본 문서에는 현재 퍼블릭 도메인에 속한 브리태니커 백과사전 제11판의 내용을 기초로 작성된 내용이 포함되어 있습니다.